# Дерри (Нью-Гэмпшир)
Дерри (англ. Derry) — городок в округе Рокингхем, штат Нью-Гэмпшир, США. По данным переписи населения в 2000 году численность города — 34.021 человек. Несмотря на то, что это не город, а городок (посёлок), Дерри является четвертым по численности населения среди всех городов в штате Нью-Гэмпшир.
Основная часть населения проживает вокруг центра города, расположенного в точке пересечения Нью-Гэмпширских шоссе 28 и 102 (Бюро переписи населения США определило, что вокруг центра проживает более 66 % населения города).

## История
Хотя первыми в 1719 году здесь поселились шотландско-ирландские семьи, Дерри не был сформирован до 1827 года. Долгое время это поселение было частью Лондондерри (Нью-Гэмпшир), который включал Виндхам (Нью-Гэмпшир) и часть Манчестера, Сейлем (Нью-Гэмпшир) и Гудзон (Нью-Гэмпшир). Город был назван в честь города Дерри, Северная Ирландия, ирландское слово ирл. Doire означает «дубовый лес». Первое поле картофеля в Соединенных Штатах было посажено здесь в 1719 году. В Дерри находятся две старейшие частные школы Америки — академия Пинкертон, основанная в 1814 году и до сих пор функционирующая, а также закрытая ранее женская семинария Адамса (Adams Female Seminary).
Дерри был центром льняной промышленности до тех пор, пока центр текстильной промышленности Новой Англии не переехал на Юг в XX веке. Вплоть до Второй мировой войны Дерри был «местечком сонных фермеров». Послевоенный пригородный бум, близость города к Бостону с юга и к Манчестеру на северо-западе, а также строительство проходящего через город, связывающего отдельные штаты, шоссе № 93 (англ. Interstate 93) привели к сильному росту численности населения. Хотя сейчас этот рост несколько замедлился, численность населения Дерри увеличилась ещё на 15 % в течение 1990-х.

## Знаменитые горожане
- Роберт Фрост, поэт.
- Алан Шепард, астронавт, первый американец в космосе.

## География
Согласно данным Бюро переписи населения США, в городе общей площадью 95 км²: земля — 93 км², вода — 2,3 км² (2,4 % от площади города). В Дерри протекает река Бивер-Брук (Beaver Brook), приток реки Мерримак. Наивысшая точка в городе — Уорнер-Хилл, находится на высоте 184 м над уровнем моря, откуда в ясный день можно увидеть на горизонте Бостон. Дерри практически полностью лежит в речном бассейне реки Мерримак, лишь небольшая части вдоль северной границы города относится к водосбору реки Пискатакуа (Piscataqua).

## Демография
По переписи 2000 года насчитывалось 34.021 человек, 12.327 семей, и 8.789 семей, проживающих в городе. Плотность населения была 367.0 человек на км². Было 12.735 единиц жилья в среднем плотность 137,4 чел / км². Расовой состав города — 96,05 % белых, 0,90 % афроамериканцев, 0,21 % коренных американцев, 1,06 % из Азии, 0,05 % жителей островов Тихого океана, 0,60 % других рас, и 1,13 % из двух или более рас. 1,89 % населения были латиноамериканского происхождения или латиноамериканцы без какой-либо расы.
Было 12.327 домашних хозяйств, из которых 42,6 % имели детей в возрасте до 18 лет, проживающих с ними, 56,4 % пар, живущих вместе, состоят в браке, 10,6 % женщин, у которых муж не живет с ней, а 28,7 % не имеют семей. 21,6 % всех домохозяйств состоят из отдельных лиц и 4,9 % из них, живущих в одиночку, которым было 65 лет и старше. Средний размер домохозяйства — 2,74, а средний размер семьи был 3,24 человека.
В городе было распределение населения — 30,1 % в возрасте до 18 лет, 7,4 % — с 18 по 24, 35,5 % — от 25 до 44, 20,7 % — от 45 до 64, и 6,2 % — 65 лет и старше. Средний возраст составил 34 года. На каждые 100 женщин приходилось 98,6 мужчин. На каждые 100 женщин моложе 18 лет и старше насчитывалось 96,6 мужчин.
Средний доход на домашнее хозяйство в городе составил $ 54.634, а средний доход на семью составлял $ 61.625. Мужчины имели средний доход от $ 41.271 против $ 30.108 для женщин. Доход на душу населения в городе составлял $ 22.315. 4,6 % населения и 3,3 % семей жили ниже черты бедности. Из общего объема людей, живущих в нищете, 5,0 % находятся в возрасте до 18 лет и 7,1 % — 65 лет или старше.

### Центр города
По переписи 2000 года насчитывалось 22.661 человек, 8.670 семей, и 5.739 семей, проживающих в центре города (место для переписи населения). Плотность населения была 567.4 человек на км². 8.942 единиц жилья в среднем плотность 223,9 чел / км². Расовой состав города — 95,58 % белых, 1,05 % афроамериканцев, 0,22 % коренных американцев, 1,12 % азиатов, 0,02 % жителей островов Тихого океана, 0,75 % из других рас, и 1,26 % от двух или более рас. 2,21 % от населения были латиноамериканского происхождения или латиноамериканцы без какой-либо расы.
8670 домашних хозяйств, из которых 39,2 % имели детей в возрасте до 18 лет, проживающих с ними, 49,7 % состоят в браке пар, живущих вместе, 12,0 % женщин, чей муж не живет с ней, а 33,8 % не имеют семей. 26,0 % всех домохозяйств состоят из отдельных лиц и 6,1 % из них-то, живущих в одиночку, которым было 65 лет и старше. Средний размер домохозяйства — 2,59, а средний размер семьи — 3,18 чел.
В центре было распределение населения — 29,0 % в возрасте до 18 лет, 8,1 % — с 18 по 24, 35,9 % — от 25 до 44, 19,9 % — от 45 до 64, и 7,1 % — которым было 65 лет и старше. Средний возраст составлял 33 года. на каждые 100 женщин приходилось 97,6 мужчин. На каждые 100 женщин моложе 18 лет и старше насчитывалось 94,7 мужчин.
Средний доход семьи составлял $ 49.792, а средний доход на семью — $ 56.332. Мужчины имели средний доход от $ 40.185, женщины — $ 28.580. Доход на душу населения в городе составлял $ 21.938. 6,0 % населения и 4,3 % семей жили ниже черты бедности. Из общего объема людей, живущих в нищете, 6,9 % находятся в возрасте до 18 лет и 7,6 % — 65 лет или старше.

## Образование

### Частные школы
- Академия Пинкертон (Pinkerton Academy)
- Nutfield Cooperative School[1]
- Calvary Christian School
- Saint Thomas Aquinas School[2]

### Городские школы
- Начальные:
  - Ernest P. Barka Elementary School (англ.)
  - Derry Village School (англ.)
  - East Derry Memorial Elementary School (англ.)
  - Grinnell Elementary School (англ.)
  - South Range Elementary School (англ.)

- Средние:
  - Gilbert H. Hood Middle School
  - West Running Brook Middle School

- Администрация:
  - Derry Cooperative School District (англ.)
  - Derry Cooperative School District Technology (англ.)

## Медиа
В Дерри есть два средства массовой информации: выходящая дважды в неделю газета «Новости Дерри» (Derry News), которой владеет «The Eagle-Tribune», и телевизионный кабельный канал «WZMY-TV».

## Достопримечательности
- Музей истории Дерри (Derry Historical Society & Museum)
- Усадьба поэта Роберта Фроста (Robert Frost Homestead)
- Лесопилка Тэйлора (Taylor Mill) (англ.), реконструированная водяная лесопилка

## Изображения

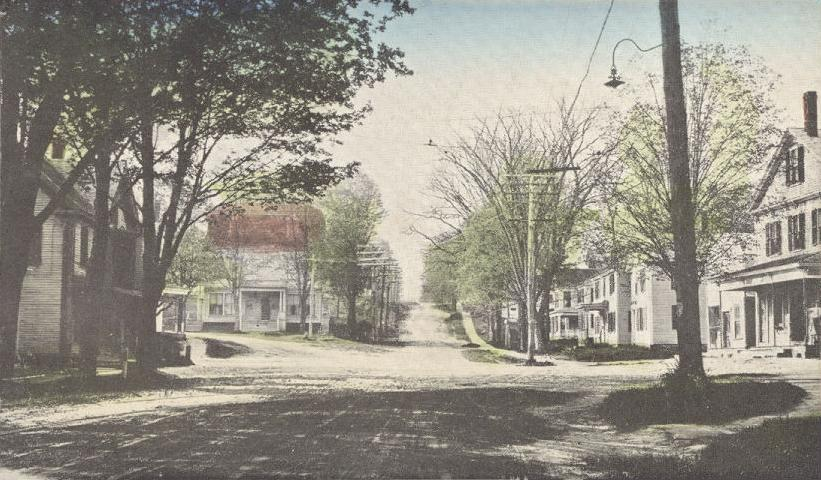
Thornton Square, основана в 1915 году
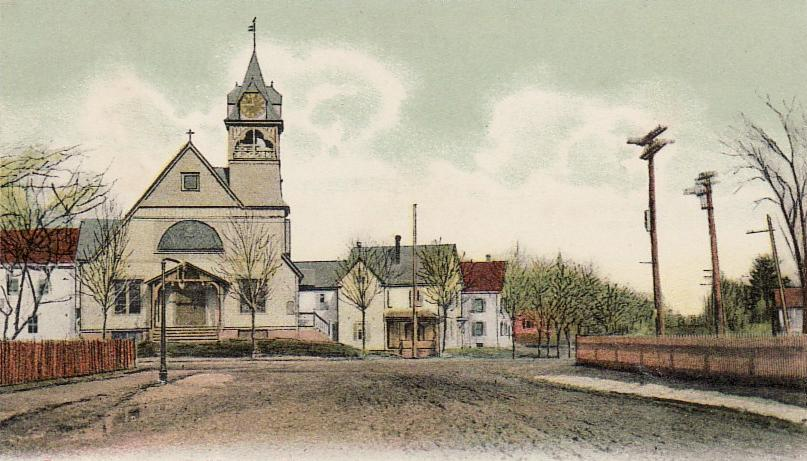
Birch Street, основана в 1905 году
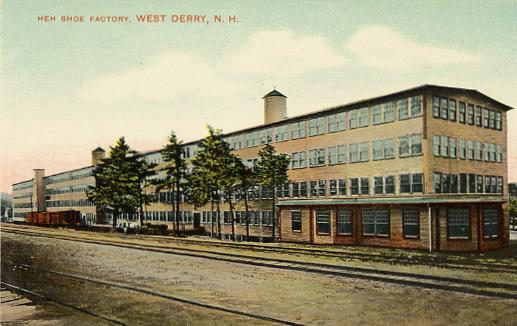
Обувная фабрика HEH, основана в 1909 году
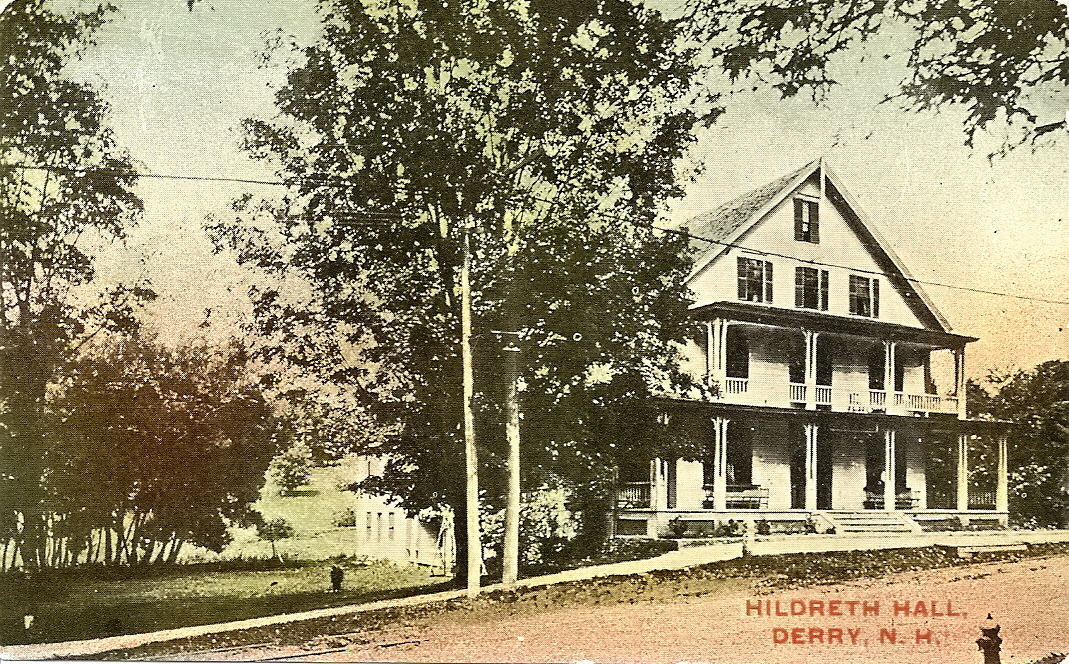
Hildreth Hall, 1914 год